# Ymare
Ymare é uma comuna francesa na região administrativa da Normandia, no departamento de Sena Marítimo. Estende-se por uma área de 4,03 km². Em 2010 a comuna tinha 1 174 habitantes (densidade: 291,3 hab./km²).